# C22H28N2
化学式C22H28N2（摩尔质量：320.48 g/mol）可以指：
- 卡巴佐辛，CAS号：15686-38-1
- CTK0J5266，CAS号：240486-51-5

|  | 这个同类索引页列出了具有相同分子式的化学物（即同分異構體）条目。 除非您是有意链接至本页，否则应将相应条目的内部链接指向正确的条目。 |